# Vibracellina viator
Vibracellina viator är en mossdjursart. Vibracellina viator ingår i släktet Vibracellina och familjen Cupuladriidae.
Artens utbredningsområde är Röda havet. Inga underarter finns listade i Catalogue of Life.